# Vodo di Cadore
Vodo di Cadore is een gemeente in de Italiaanse provincie Belluno (regio Veneto) en telt 923 inwoners (31-12-2004). De oppervlakte bedraagt 46 km², de bevolkingsdichtheid is 20 inwoners per km².
De volgende frazioni maken deel uit van de gemeente: Peaio, Vinigo.

## Geografie
De gemeente ligt op ongeveer 905 m boven zeeniveau.
Vodo di Cadore grenst aan de volgende gemeenten: Borca di Cadore, San Vito di Cadore, Venas di Cadore, Valle di Cadore, Cibiana di Cadore, Forno di Zoldo, Zoldo Alto, Pieve di Cadore, Calalzo di Cadore, Zoppè di Cadore.
De olympische wintersportplaats Cortina d'Ampezzo ligt op 16 km afstand van Vodo di Cadore.
In het dorp is een ijssalon gevestigd met de naam Da Masy.
Het dorp geniet bekendheid omdat dorpsgenoten zich in Nederland gevestigd hebben, en daar ijssalons zijn begonnen, zoals Antonio Talamini.
Agordo · Alano di Piave · Alleghe · Alpago · Arsiè · Auronzo di Cadore · Belluno · Borca di Cadore · Calalzo di Cadore · Canale d'Agordo · Castellavazzo · Cencenighe Agordino · Cesiomaggiore · Chies d'Alpago · Cibiana di Cadore · Colle Santa Lucia · Comelico Superiore · Cortina d'Ampezzo · Danta di Cadore · Domegge di Cadore · Falcade · Feltre · Fonzaso · Forno di Zoldo · Gosaldo · La Valle Agordina · Lamon · Lentiai · Limana · Livinallongo del Col di Lana · Longarone · Lorenzago di Cadore · Lozzo di Cadore · Mel · Ospitale di Cadore · Pedavena · Perarolo di Cadore · Pieve di Cadore · Ponte nelle Alpi · Quero Vas · Rivamonte Agordino · Rocca Pietore · San Gregorio nelle Alpi · San Nicolò di Comelico · San Pietro di Cadore · San Tomaso Agordino · San Vito di Cadore · Santa Giustina · Santo Stefano di Cadore · Sappada · Sedico · Selva di Cadore · Seren del Grappa · Sospirolo · Soverzene · Sovramonte · Taibon Agordino · Tambre · Trichiana · Vallada Agordina · Valle di Cadore · Vigo di Cadore · Vodo di Cadore · Voltago Agordino · Zoldo Alto · Zoppè di Cadore